# Lubliniec
Lubliniec é um município da Polônia, na voivodia da Silésia e no condado de Lubliniec. Estende-se por uma área de 89,36 km², com 24 518 habitantes, segundo os censos de 2016, com uma densidade de 269,0 hab/km².